# Fernmeldeaufklärungszentrale Nord
Die Fernmeldeaufklärungszentrale Nord (FmAufklZentr Nord) ist eine am 1. April 2023 aufgestellte militärische Dienststelle der Bundeswehr im Organisationsbereich Cyber- und Informationsraum. Standort ist Stadum in der Südtondern-Kaserne. Sie untersteht dem Kommando Aufklärung und Wirkung in Daun. Die Zentrale beschäftigt ca. 470 Soldaten und zivile Angehörige der Bundeswehr.

## Auftrag
Die Fernmeldeaufklärungszentrale Nord hat den Auftrag der ortsfesten signalerfassenden Aufklärung, indem sie elektromagnetische Ausstrahlungen erfasst.

## Aufklärungsanlagen

### Funksende/-empfangsstelle Bramstedtlund („Kastagnette“)

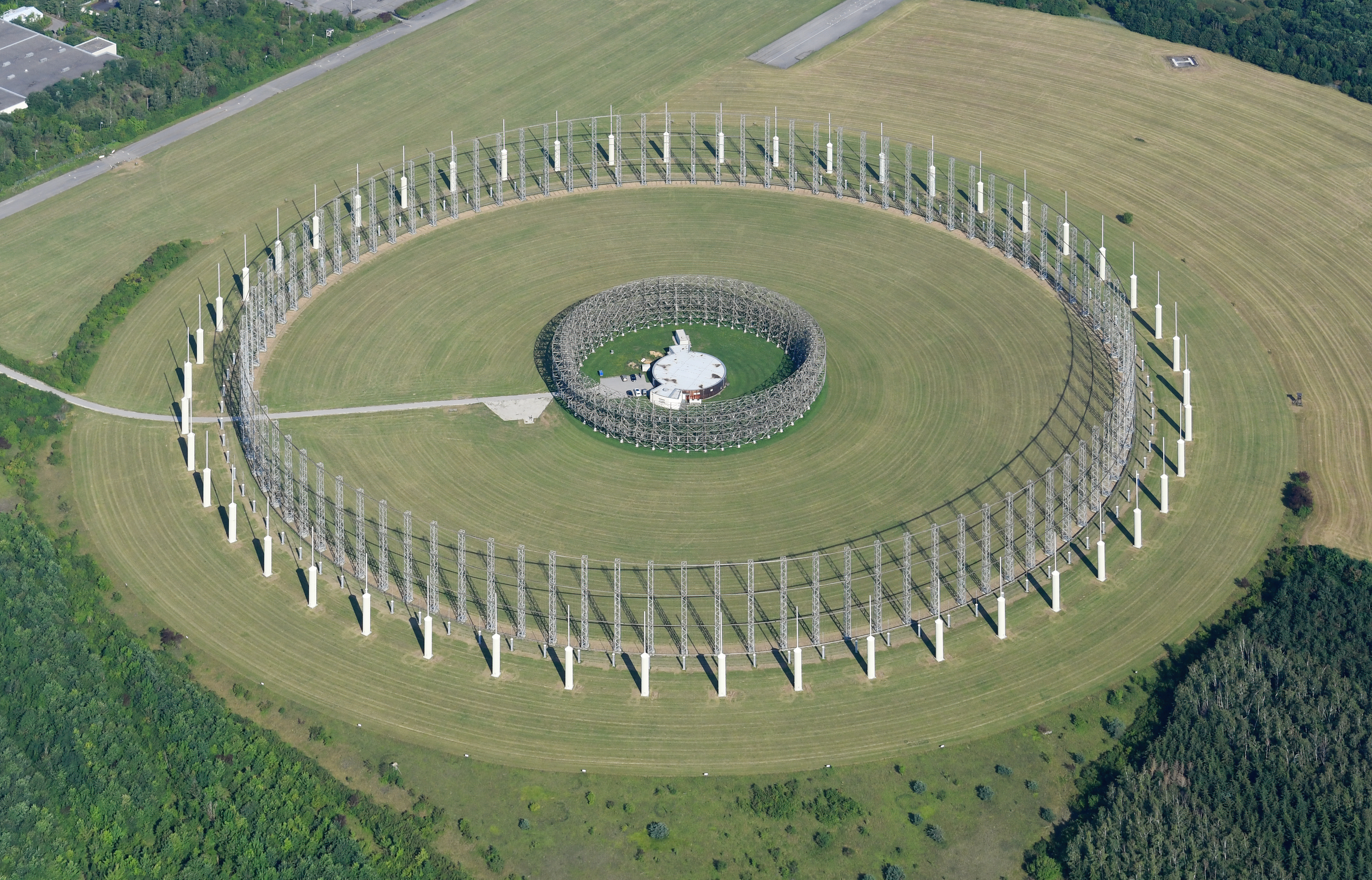
Eine der „Kastagnette“ ähnliche Anlage in Gablingen.

Die Zentrale betreibt die Funksende/-empfangsstelle Bramstedtlund (FuS/ESt Bramstedtlund). Das Aufklärungsgebiet reicht vom Nordkap bis zum Schwarzen Meer. Der äußere Durchmesser der kreisrunden Wullenwever-Antenne beträgt 450 Meter und die Kosten sollen ca. 200 Mio. DM betragen haben. Der Bau der Anlage war im Jahr 1980 entschieden worden. Dazu wurden ca. 100 ha Land angekauft. Auftragnehmer war die heutige EADS, damals DASA. Am 15. März 1995 wurde der Erfassungsbetrieb in der „Kastagnette“ Bramstedtlund aufgenommen und am 31. Juli 1995 die Hochfrequenz-Erfassung im „Twedter Feld“ eingestellt. Die Peilfähigkeit der HF-Anlage in Bramstedtlund war am 15. Dezember 1995 hergestellt. Vier Tage später nahm die „Peilzentrale“ in Bramstedtlund ihren Betrieb auf. Die „Kastagnette“ wurde am 28. März 1996 an die damalige Betreiber-Dienststelle Marinefernmeldesektor 71 übergeben. Die offizielle Übergabe erfolgte jedoch am 28. November 1996. Bis Ende 2023 wurde Kastagnette vom Bataillon Elektronische Kampfführung 911 bzw. dessen Vorgängern betrieben.

## Geschichte
Die Fernmeldeaufklärungszentrale Nord wurde im Zuge der Reform des Organisationsbereichs Cyber- und Informationsraum CIR 2.0 aufgestellt. Dabei wurden die ortsfesten und mobilen Anteile der fernmeldeelektronischen Aufklärung organisatorisch getrennt. Die ortsfesten Anteile wurden aus den Bataillonen Elektronische Kampfführung 911 in Stadum und 931 in Daun ausgegliedert und in die neuen Fernmeldeaufklärungszentralen Nord bzw. Süd überführt.

## Dienststellenleiter
| Nr. | Dienstgrad     | Name           | Beginn der Berufung | Ende der Berufung |
| --- | -------------- | -------------- | ------------------- | ----------------- |
| 1   | Oberstleutnant | Lars Teichmann | 1. Apr. 2023        | –                 |